# Kościół św. Barbary w Budzyniu
Kościół Świętej Barbary w Budzyniu – rzymskokatolicki kościół parafialny znajdujący się w mieście Budzyń, w województwie wielkopolskim, przy ulicy Księdza Struka.
Budowę świątyni rozpoczęto w 1842 roku i zakończono w 1849 roku. Kościół reprezentuje styl neorenesansowy i powstał na miejscu dawnej świątyni drewnianej. Jest to budowla murowana, orientowana, jednonawowa, posiada trójkondygnacyjną wieżę, której szczyt jest ozdobiony małą wieżyczką na sygnaturkę zwieńczoną stożkowym dachem z krzyżem. Wieża jest umieszczona przy elewacji zachodniej. Wnętrze jest utrzymane w stylu barokowym. Ołtarz główny powstał w XVII wieku, w jego centralnym polu znajduje się obraz Trójcy Świętej namalowany na przełomie XVIII i XIX wieku i reprezentuje tzw. szkołę wielkopolską. Z lewej i prawej strony są umieszczone rzeźby świętych: Stanisława, Wojciecha, Barbary i Doroty. Górna kondygnacja ołtarzowa jest ozdobiona obrazem św. Barbary, patronki świątyni, powstałym w XIX wieku. Przy bocznych ścianach nawy znajdują się dwa identyczne ołtarze z końca XVIII wieku. Nowa ambona jest ozdobiona późnogotycką rzeźbą Salwatora Mundi (Zbawiciela Świata) wykonaną w pierwszej połowie XVI wieku. Wyposażenie kościoła reprezentują również: obraz Świętej Rodziny namalowany przez J. Bąkowskiego w 1818 roku, ludowy krucyfiks, renesansowa monstrancja wieżyczkowa powstała w 1636 roku.